# 聖米格爾 (加利福尼亞州康特拉科斯塔縣)
聖米格爾（英語：San Miguel）是位於美國加利福尼亞州康特拉科斯塔縣的一個人口普查指定地區。

## 地理
聖米格爾的座標為37°53′15″N 122°02′08″W / 37.88750°N 122.03556°W，而該地最高點為海拔高度91米（即299英尺）。

## 人口
根據2010年美國人口普查的數據，聖米格爾的面積為2.721平方千米，當中陸地面積為2.721平方千米，而水域面積為0.000平方千米。當地共有人口3392人，而人口密度為每平方千米1,246人。